# Podmorje
Podmorje (Podmorie, Podemorie) je naziv dijela srednjovijekovnog teritorija grada Trogira koji se pružao istočno od Malog polja do splitske granice.  Od 13. do 15 stoljeća Podmorjem se naziva zapadni trogirski, a Dilat istočni splitski dio Kaštelanskog polja. 
Taj toponim označava kraj uz more kao i kod baltičkih Slavena koji su jedan dio svoje obale nazivali Podmorje. U notarskim spisima ovaj toponim se piše Podmorie i Podemorie. U našoj historiografiji sporno je pitanje da li je taj toponim označavao naziv jedne od starohrvatskih župa koju je car Konstantin Porfirogenet nazvao Paratalasija. Prvi siguran spomen Podmorja je u jednom ugovoru o obradi zemlje iz 1249. godine koji je sklopio Trogirani Grgur, sin kneza Ilije, s Vukom iz Podmorja (..in Podemorie supratus...). Godine 1303. odrekao se knez Juraj Šubić svojih prava i prepustio Podmorje Trogiranima, priznavši im cjelokupan teritorij od splitskih granica do Trogirskog (Malog ) polja. Ova isprava daje sliku o Podmorju kao cjelovitom prostoru u Kaštelanskom polju. Naselja u Podmorju ležala su na nižim predjelima brda na granici dviju gospodarskih zona ratarske i stočarske. Položaj naselja odaju i crkve izgrađene u njihovoj blizini. Prema povijesnim izvorima, u Podmorju su postojala ova naselja: Banje selo, Ostrog, Šušnjari, Radun, Špiljan, Žestinj, Kukljača, Seline, Bijaći i Baba. Osim tragova groblja (stećaka) oko nekih crkava nema tragova nekadašnjih naselja. U to vrijema kuće su bile izgrađene od suhozida, drveta i pletera oblepljenog blatom. 